# Adnan Oktar

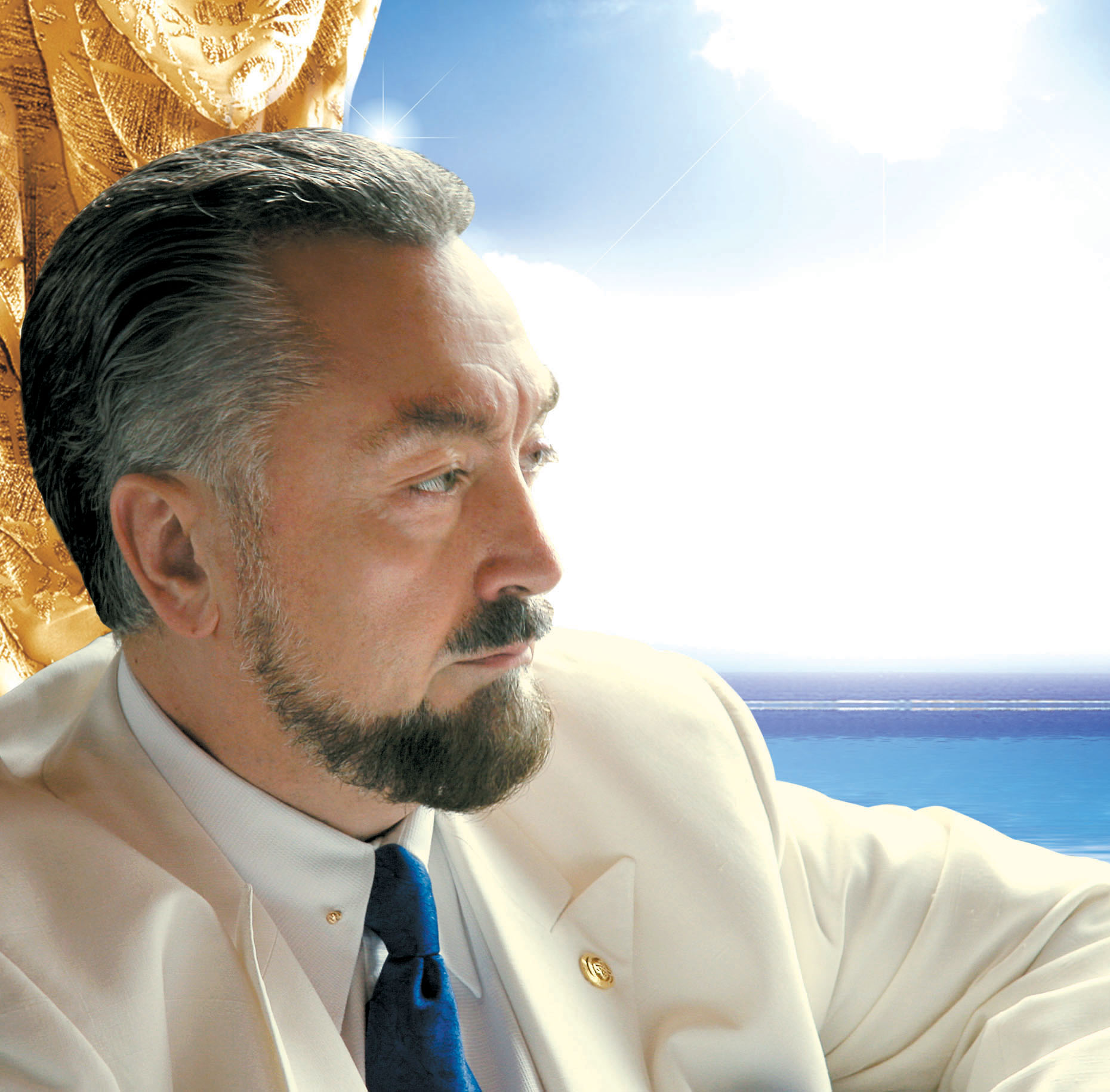
Adnan Oktar (2007)

Adnan Oktar (Ankara, 2 februari 1956), ook bekend onder de pseudoniemen Harun Yahya en Adnan Hoca, is een Turks sekteleider. Hij studeerde kunst aan de Mimar Sinan Universiteit in Istanboel en filosofie aan de Universiteit van Istanboel.
Vanaf de jaren tachtig bracht Oktar verschillende boeken uit over politiek, religieuze en wetenschappelijke onderwerpen. Onder zijn pseudoniem Harun Yahya weerlegde hij de evolutieleer. Hij vond het een valse ideologie waarvan de beweringen deel zouden uitmaken van een complot van 'bloedige ideologieën' van darwinisten. Een van zijn bekendste boeken is The Atlas of Creation, dat in 2007 ongevraagd werd opgestuurd naar diverse onderwijsinstellingen in Europa. Het Bedrog van de Evolutieleer is een ander boek dat hij onder zijn pseudoniem schreef. Oktar beweert hierin dat de evolutieleer onjuist is en hij ontkent dat de biologische evolutie een feit is. Hij doet daarom een poging aan te tonen dat de wereld geschapen is. Het boek is geschreven vanuit islamitisch gezichtspunt en is verwant aan het christelijk creationisme.
Oktars schrijversnaam Harun Yahya is gevormd uit de namen 'Harun' (naar Aäron) en 'Yahya' (naar Johannes de Doper) als herinnering aan twee Bijbelse personages die in de islamitische traditie gezien worden als strijders tegen het ongeloof. Volgens islamitische opvattingen waren Aaron en Johannes de Doper niet alleen joodse maar ook islamitische profeten, beiden voorlopers van Mohammed. De auteur heeft het zegel van Mohammed op de voorkant van de boeken geplaatst. Dit heeft een symbolische betekenis die samenhangt met de inhoud ervan.
In 2008 werd Oktar door een Turkse rechtbank veroordeeld tot drie jaar cel wegens het leiden van een criminele organisatie. Het bleek dat hij gebruikmaakte van chantagepraktijken om vrouwen en jonge mannen aan de organisatie te binden en te "plukken". Oktar vocht het vonnis aan en in mei 2010 vernietigde het hof van beroep het vonnis.
In 2021 werd Oktar voor tien misdrijven, waaronder seksueel misbruik, fraude en poging tot spionage, aanvankelijk veroordeeld tot 1075 jaar gevangenisstraf, maar nadat het hof van beroep had beslist dat het proces moest worden overgedaan, kreeg hij in 2022 uiteindelijk een acht keer zo lange celstraf: 8.658 jaar.
- Bibsys: 7035861
- Bibliothèque nationale de France: cb137497926 (data)
- Gemeinsame Normdatei: 128547162
- International Standard Name Identifier: 0000 0001 2141 8818
- Library of Congress Control Number: n84138115
- Nationale Bibliotheek van Letland: 000045802
- Nationale Bibliotheek van Tsjechië: ola2002112484
- Nationale Bibliotheek van Israël: 987007301571005171
- Nationale Bibliotheek van Polen: a0000002979969
- Nationale en Universitaire bibliotheek Zagreb: 000572319
- Nederlandse Thesaurus van Auteursnamen: 169129012
- Réseau des bibliothèques de Suisse occidentale: 02-A013162805
- LIBRIS: 377194
- Système universitaire de documentation: 066940737
- Virtual International Authority File: 84950072
- WorldCat: E39PBJtH4wggw4C7bPw3qThPwC